# خاندان باتنبرگ
خاندان باتنبرگ (انگلیسی: Battenberg family) شاخه‌ای ناهم‌تراز از خانواده حاکم بر هسن در آلمان بود. اولین عضو این خانواده کنتس جولیا هاوکه بود که بعد از ازدواج با الکساندر برادر لوییس سوم، دوک بزرگ هسن عنوان دوشس را از او دریافت کرد. لوییس در سال ۱۸۵۸ عنوان او را به شاهدخت باتنبرگ ارتقا داد. آخرین فردی که از نام باتنبرگ استفاده کرد، شاهزاده فرانسیس ژوزف باتنبرگ بود که در سال ۱۹۲۴ بدون فرزند درگذشت. اغلب اعضای خانواده که در بریتانیا زندگی می‌کردند، در سال ۱۹۱۷ و به دلیل احساس آلمان‌هراسی در میان بریتانیایی‌ها از مقام‌ها و عناوین آلمانی خود چشم‌پوشی کرده و نام انگلیسی‌شده مونتباتن را انتخاب کرده بودند. نام خانواده از شهر باتنبرگ در هسن گرفته شده.